# Linus Lakso
Linus Emanuel Pettersson Lakso, född 24 juli 1983 i Burträsks församling i Västerbottens län, är en svensk politiker (miljöpartist). Han är ordinarie riksdagsledamot sedan 2022, invald för Södermanlands läns valkrets. Lakso är ledamot i trafikutskottet, arbete ersättare i näringsutskottet och ersättare i miljö- och jordbruksutskottet, finansutskottet och EU-nämnden. Lakso är även energipolitisk och trafikpolitisk talesperson. Samt ledamot i Miljöpartiets partistyrelse sedan 2017. 

## Biografi
Lakso är utbildad energiingenjör vid Umeå universitet och har tidigare arbetat med energi- och klimatfrågor. Han var ordförande för Miljöpartiets partistyrelse 2020-2022. Han har tidigare varit ordförande och gruppledare i Miljöpartiet i Eskilstuna samt distriktsordförande för Miljöpartiet Sörmland. Mellan februari och maj 2021 var Lakso även tillförordnad partisekreterare då tidigare partisekreteraren Märta Stenevi valdes till språkrör. År 2022 valdes Lakso in som riksdagsledamot för Södermanlands läns valkrets.

### Språkrörskandidatur
Den 19 augusti 2023 meddelade Lakso att han kandiderar till att bli Per Bolunds efterträdare som Miljöpartiets manliga språkrör.